# Enrichetta di Lorena
Enrichetta di Lorena (Nancy, 7 aprile 1605 – Neufchâteau, 16 novembre 1660) fu una principessa di Lorena.

## Biografia
Era figlia del duca di Lorena Francesco II e di Cristina di Salm.
Il duca Enrico II di Lorena volle inizialmente far sposare sua figlia ed erede Nicoletta con Luigi di Guisa, barone di Ancerville nonché figlio bastardo del defunto cardinale di Lorena. La famiglia ducale e la nobiltà di Lorena si indignarono per tale prospettiva, pertanto la principessa venne data in moglie al cugino Carlo, fratello di Enrichetta e futuro duca di Lorena.
Luigi di Guisa fu invece destinato a divenire marito di Enrichetta. Le nozze vennero celebrate a Nancy il 23 maggio 1621.
Nata contessa di Vaudémont, Enrichetta poté fregiarsi del titolo di principessa di Lorena nel 1625: alla morte dello zio Enrico II
nel 1624, divenne duca suo padre Francesco II, il quale a sua volta trasferì il titolo pochi mesi dopo a Carlo.
Carlo IV nel 1629 diede alla sorella e al cognato-cugino le città di Phalsbourg e Lixheim e il titolo di principi di Phalsbourg.
Dopo la morte del marito nel 1631, Enrichetta continuò a soggiornare nel principato di Lixheim dove fece coniare monete recanti la sua immagine denominate doubles tournois.
L'occupazione della Lorena e di Barrois da parte delle truppe francesi costrinse Enrichetta a fuggire.
Durante il suo esilio a Bruxelles il 26 gennaio 1644 sposò, a Gand, l'alessandrino Carlo Guasco, marchese di Solero e generale d'artiglieria di Filippo IV di Spagna. La coppia ebbe un figlio, Ottavio, nato nel 1646 e morto in tenera età. Il marchese morì il 4 novembre 1650.
Sposò successivamente ad Anversa nel 1652 Christophe de Moura, anche lui morto poco dopo.
A corto di soldi, la principessa si sposò una quarta volta nel 1649, a 44 anni, con il suo principale creditore, il marchese Francesco Grimaldi, nobile genovese dei Principi di Monaco.
Con quest'ultimo marito Enrichetta poté tornare in Lorena, quando venne siglato il Trattato dei Pirenei del 1659.
Essendo i suoi castelli distrutti da anni di guerra, si impegnò a ricostruirli grazie alle ricchezze del marito. I coniugi rimasero a vivere a Neufchâteau, dove Enrichetta morì nel 1660.
La principessa aveva proprietà terriere anche a Saint-Avold dove fondò un monastero benedettino. Nel castello di questa città venne ritrovato un ritratto della principessa dipinto da Van Dyck.

## Ascendenza
|                        |   |                               | Genitori                           |  |  | Nonni |  |  | Bisnonni              |  |  | Trisnonni         |  |
|                        |   |                               |                                    |  |  |       |  |  | Francesco I di Lorena |  |  | Antonio di Lorena |  |
|                        |   |                               |                                    |  |  |       |  |  | Francesco I di Lorena |  |  | Antonio di Lorena |  |
|                        |   | Renata di Borbone-Montpensier |                                    |  |  |       |  |  | Francesco I di Lorena |  |  |                   |  |
| Carlo III di Lorena    |   |                               |                                    |  |  |       |  |  | Francesco I di Lorena |  |  |                   |  |
|                        |   | Cristina di Danimarca         | Cristiano II di Danimarca          |  |  |       |  |  |                       |  |  |                   |  |
|                        |   | Cristina di Danimarca         | Cristiano II di Danimarca          |  |  |       |  |  |                       |  |  |                   |  |
|                        |   | Cristina di Danimarca         | Isabella d'Asburgo                 |  |  |       |  |  |                       |  |  |                   |  |
| Francesco II di Lorena |   | Cristina di Danimarca         |                                    |  |  |       |  |  |                       |  |  |                   |  |
|                        |   | Enrico II di Francia          | Francesco I di Francia             |  |  |       |  |  |                       |  |  |                   |  |
|                        |   | Enrico II di Francia          | Francesco I di Francia             |  |  |       |  |  |                       |  |  |                   |  |
|                        |   | Enrico II di Francia          | Claudia di Francia                 |  |  |       |  |  |                       |  |  |                   |  |
| Claudia di Valois      |   | Enrico II di Francia          |                                    |  |  |       |  |  |                       |  |  |                   |  |
|                        |   | Caterina de' Medici           | Lorenzo de' Medici, duca di Urbino |  |  |       |  |  |                       |  |  |                   |  |
|                        |   | Caterina de' Medici           | Lorenzo de' Medici, duca di Urbino |  |  |       |  |  |                       |  |  |                   |  |
|                        |   | Caterina de' Medici           | Maddalena de La Tour d'Auvergne    |  |  |       |  |  |                       |  |  |                   |  |
| Enrichetta di Lorena   |   | Caterina de' Medici           |                                    |  |  |       |  |  |                       |  |  |                   |  |
|                        | … | …                             |                                    |  |  |       |  |  |                       |  |  |                   |  |
|                        | … | …                             |                                    |  |  |       |  |  |                       |  |  |                   |  |
|                        | … | …                             |                                    |  |  |       |  |  |                       |  |  |                   |  |
| Paolo di Salm          | … |                               |                                    |  |  |       |  |  |                       |  |  |                   |  |
|                        |   | …                             | …                                  |  |  |       |  |  |                       |  |  |                   |  |
|                        |   | …                             | …                                  |  |  |       |  |  |                       |  |  |                   |  |
|                        |   | …                             | …                                  |  |  |       |  |  |                       |  |  |                   |  |
| Cristina di Salm       |   | …                             |                                    |  |  |       |  |  |                       |  |  |                   |  |
|                        |   | …                             | …                                  |  |  |       |  |  |                       |  |  |                   |  |
|                        |   | …                             | …                                  |  |  |       |  |  |                       |  |  |                   |  |
|                        |   | …                             | …                                  |  |  |       |  |  |                       |  |  |                   |  |
| Maria Le Veneur        |   | …                             |                                    |  |  |       |  |  |                       |  |  |                   |  |
|                        |   | …                             | …                                  |  |  |       |  |  |                       |  |  |                   |  |
|                        |   | …                             | …                                  |  |  |       |  |  |                       |  |  |                   |  |
|                        |   | …                             | …                                  |  |  |       |  |  |                       |  |  |                   |  |
|                        |   | …                             |                                    |  |  |       |  |  |                       |  |  |                   |  |